# ستوبلا (مدوجا)
ستوبلا صربی: Stubla) یک منطقهٔ مسکونی در صربستان است که در مدوجا واقع شده‌است. ستوبلا ۱۱۹ نفر جمعیت دارد.